# Лижні перегони на зимових Азійських іграх 2007
Змагання з лижних перегонів на зимових Азійських Іграх 2007 проводилися в місті Чанчунь (Китай). Було проведено загалом 6 змагань — по три для жінок та чоловіків.

## Країни-учасники
У змаганні брало участь 57 спортсменів з 9 країн.
| Країна         | КС |
| -------------- | -- |
| Китай          | 12 |
| Монголія       | 4  |
| Індія          | 2  |
| Іран           | 4  |
| Південна Корея | 11 |
| Північна Корея | 2  |
| Казахстан      | 12 |
| Японія         | 9  |
| Непал          | 1  |

## Медалісти
Чоловіки
| Дисципліна            | Золото                                                                         | Срібло                                                     | Бронза                                            |
| --------------------- | ------------------------------------------------------------------------------ | ---------------------------------------------------------- | ------------------------------------------------- |
| спринт, вільний стиль | Юічі Онда Японія                                                               | Алексей Полторанін Казахстан                               | Євгений Кошевой Казахстан                         |
| 30 км, вільний стиль  | Максім Однодвортсев Казахстан                                                  | Андрей Кондришев Казахстан                                 | Андрей Головко Казахстан Катсухіто Ебісава Японія |
| 4 × 10 км, естафета   | Казахстан Сергей Черепанов Андрей Кондришев Максім Однодвортсев Микола Чоботко | Японія Юічі Онда Катсухіто Ебісава Нобу Нарусе Шохей Хонда | Китай Лі Гелянг Ся Ван Бєн Венйов Ванг Сонгтао    |

Жінки
| Дисципліна            | Золото                                                                          | Срібло                                          | Бронза                                                          |
| --------------------- | ------------------------------------------------------------------------------- | ----------------------------------------------- | --------------------------------------------------------------- |
| спринт, вільний стиль | Ванг Чунлі Китай                                                                | Олена Коломіна Казахстан                        | Хоу Юся Китай                                                   |
| 5 км, класичний стиль | Оксана Ятская Казахстан                                                         | Светлана Малахіна-Шишкіна Казахстан             | Ванг Чунлі Китай                                                |
| 4 × 5 км, естафета    | Казахстан Олена Коломіна Елена Антонова Светлана Малахіна-Шишкіна Оксана Ятская | Китай Ванг Чунлі Лі Хонгсюе Льов Юенюен Хоу Юся | Японія Мадока Натсумі Масако Ішіда Суміко Йокояма Нобуко Фукуда |

## Таблиця медалей
| Місце | Країна    | Золото | Срібло | Бронза | Загалом |
| ----- | --------- | ------ | ------ | ------ | ------- |
| 1     | Казахстан | 4      | 4      | 2      | 10      |
| 2     | Китай     | 1      | 1      | 3      | 5       |
| 3     | Японія    | 1      | 1      | 2      | 4       |
| Разом | Разом     | 6      | 6      | 6      | 18      |